# Stefanie Böhler
Stefanie Böhler (n. 27 februarie 1981, Bad Säckingen, Republica Federală Germania, Germania) este o schioară de fond ce a reprezentat Germania, medaliată olimpică. A participat la 3 ediții ale Jocurilor Olimpice (2006, 2010, 2014) în care a câștigat o medalie de argint și o medalie de bronz.